# Waldemar Wiater
Waldemar Wiater (ur. 5 maja 1954) – polski piłkarz, który występował na pozycji napastnika.

## Życiorys
Wychowanek Motoru Lublin. W 1971 wraz z lubelskim zespołem zdobył mistrzostwo Polski juniorów. W pierwszej drużynie zadebiutował 6 sierpnia 1972, w wygranym 2:0 meczu z Mazurem Ełk, zdobywając drugą bramkę. W sezonie 1979/1980 uzyskał awans do I ligi. W ekstraklasie w barwach Motoru wystąpił w 44 meczach. Karierę zawodniczą zakończył w 1983.
W późniejszym okresie był trenerem rezerw i pierwszej drużyny Motoru, Cisów Nałęczów, Granicy Chełm, Sparty Rejowiec, Górnika Łęczna, Lublinianki, Hetmana Zamość, Chełmianki Chełm, Stoku Zakrzówek, Orionu Niedrzwica i Hetmana Żółkiewka.